# جوليا روبيني
جوليا روبيني (بالإيطالية: Giulia Rubini)‏ هي ممثلة إيطالية، ولدت في 2 يونيو 1935 في إيطاليا.

## وصلات خارجية
- جوليا روبيني على موقع IMDb (الإنجليزية)
- جوليا روبيني على موقع ألو سيني (الفرنسية)
- جوليا روبيني على موقع أول موفي (الإنجليزية)
- جوليا روبيني على موقع قاعدة بيانات الأفلام السويدية (السويدية)
- جوليا روبيني على موقع قاعدة بيانات الفيلم (الإنجليزية)
- جوليا روبيني على موقع كينوبويسك (الروسية)